# لورا ميلر (عالمة الإنسان)
لورا ميلر (بالإنجليزية: Laura Miller)‏ هي عالمة الإنسان أمريكية، ولدت في 15 ديسمبر 1953.